# Izba Śląska
Izba Śląska (zwana również Gawlikówką) − muzeum w Katowicach w dzielnicy Giszowiec na placu Pod Lipami 3-3a, prezentujące eksponaty związane z kulturą i sztuką Górnego Śląska oraz obrazy i pamiątki po malarzu Ewaldzie Gawliku. Siedziba ta jest filią Miejskiego Dom Kultury „Szopienice-Giszowiec” w Katowicach.
Budynek został zaprojektowany przez Jerzego i Emila Zillmannów i wybudowany na początku XX wieku. Składa się z dwóch obiektów połączonych razem ze sobą. Początkowo mieściła się w nim stajnia, pomieszczenia dla woźniców i wozownia. W 1986 roku kopalnia Staszic przekazała budynek emerytowanym pracownikom, którzy urządzili w nim klub. Został on wyremontowany i odnowiony. W trakcie remontu starano się nadać wnętrzom tradycyjny śląski charakter.
Pierwszą inicjatywą kulturalną była opieka nad malarstwem regionalnym Ewalda Gawlika. Otrzymał w budynku trzy pomieszczenia na piętrze. Wstawił tam swój tapczan, akwarium, klatkę z ptaszkiem, czarną szafę i komodę zdobioną własnoręcznymi malunkami. Wystawę prac malarskich Gawlika poświęconych regionowi i jego kulturze powoli uzupełniano o tradycyjne zabytkowe meble i sprzęty codziennego użytku zebrane głównie przez pracowników kopalni i mieszkańców osiedla.
Izba Śląska z Domu Seniora została przekształcona w filię Miejskiego Domu Kultury Szopienice-Giszowiec i mieści się w niej muzeum w którym zgromadzono eksponaty związane z historią osiedla i regionu, wiele pamiątek osobistych, wyposażenie pracowni i galeria obrazów Ewalda Gawlika.
Oprócz wystawy stałej malarstwa i zabytkowych sprzętów organizowane są tu również zajęcia stałe.
Zajęcia stałe w Izbie Śląskiej:
- Związek Górnośląski o/Giszowiec
- Klub Seniora ZZ „Przeróbka”
- Klub Emerytów i Rencistów NSZZ „Solidarność” KWK „Staszic”
- Klub Seniora KWK „Staszic”
- Klub Seniora ZZG KWK „Staszic”
- Klub Giszowianek (Seniorki)

Wcześniej gdy w Gawlikówce gospodarzyli jeszcze emerytowani pracownicy kopalni organizowano w niej lekcje muzealne przeznaczone głównie dla młodzieży szkolnej:
- spotkania z etnografem: życie codzienne, zwyczaje i obrzędy na Górnym Śląsku;
- zwiedzanie Giszowca;
- zajęcia praktyczne − kiszenie kapusty, malowanie pisanek, pieczenie chleba i kołocza, wyrób masła, smalcu i żurku.

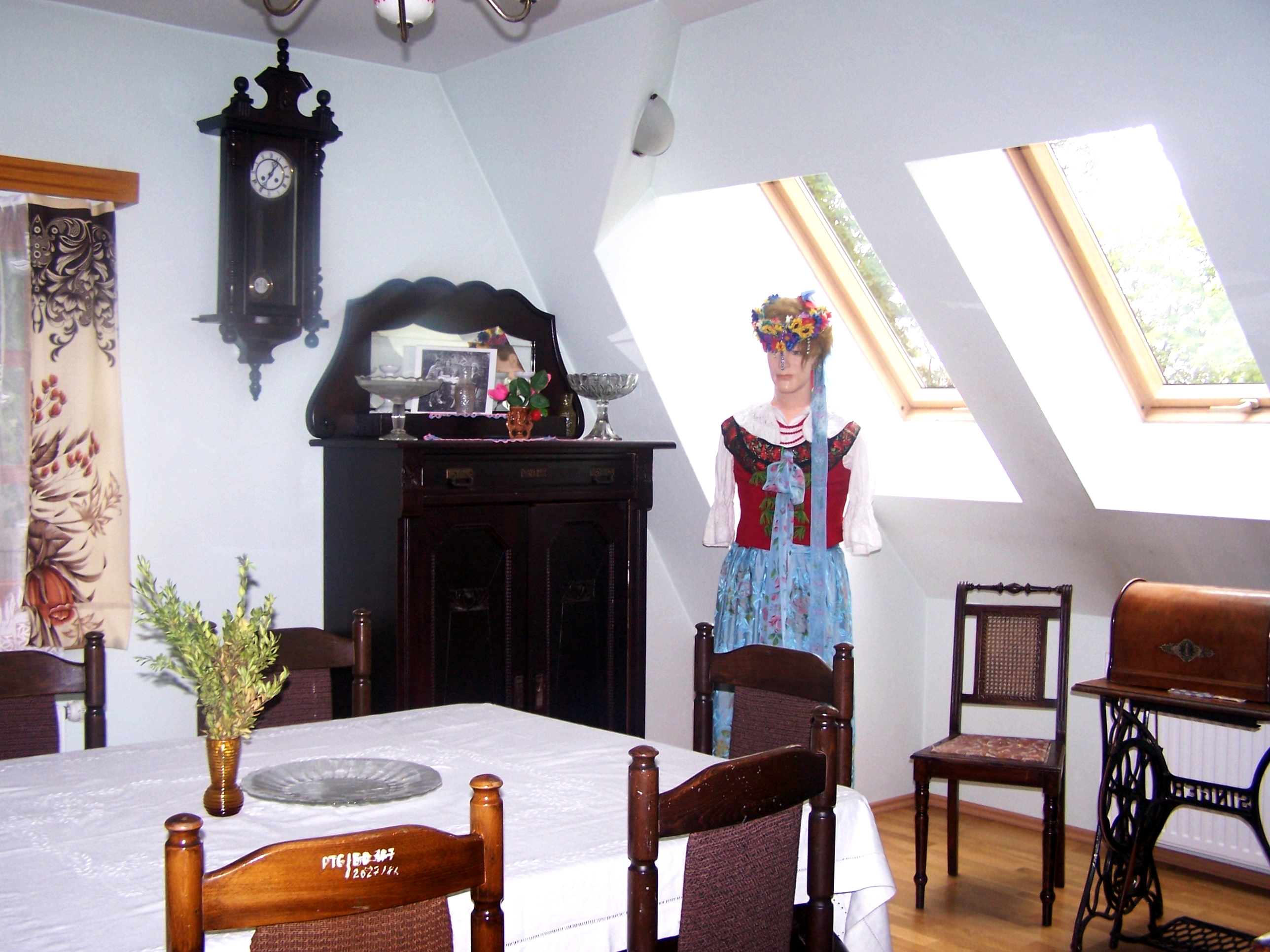
Wyposażenie salonu
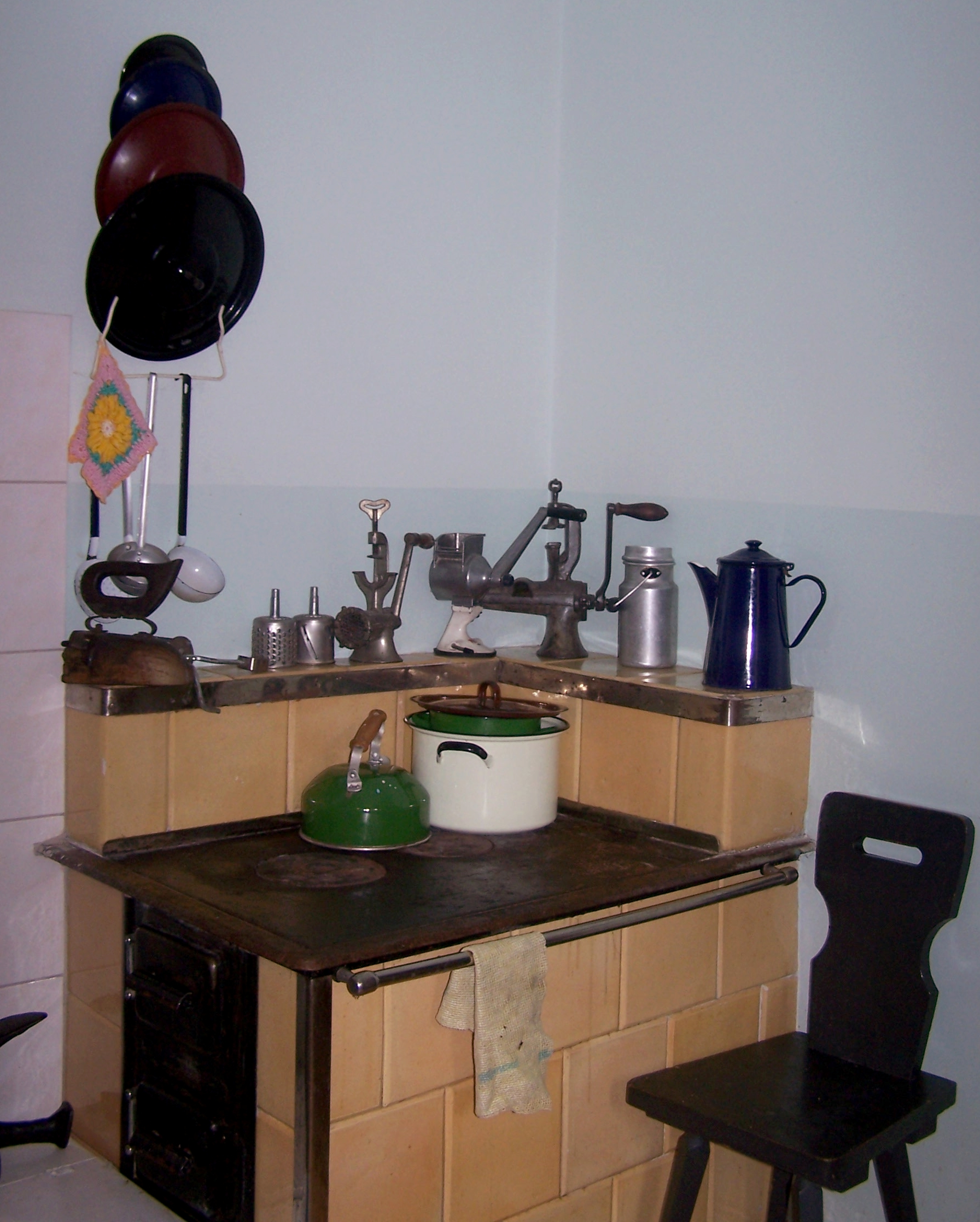
Wyposażenie kuchni
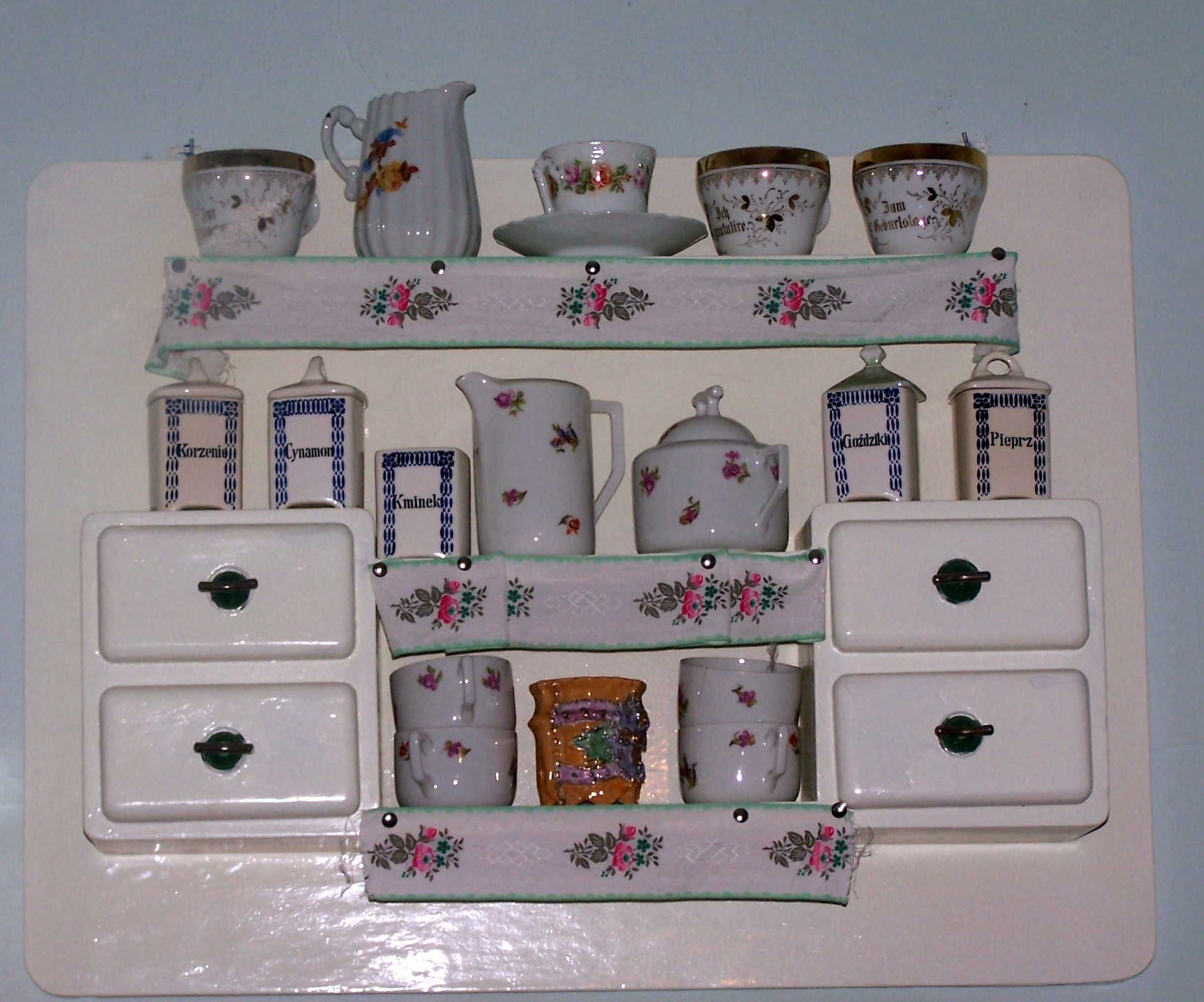
Porcelana sygnowana „Giesche”
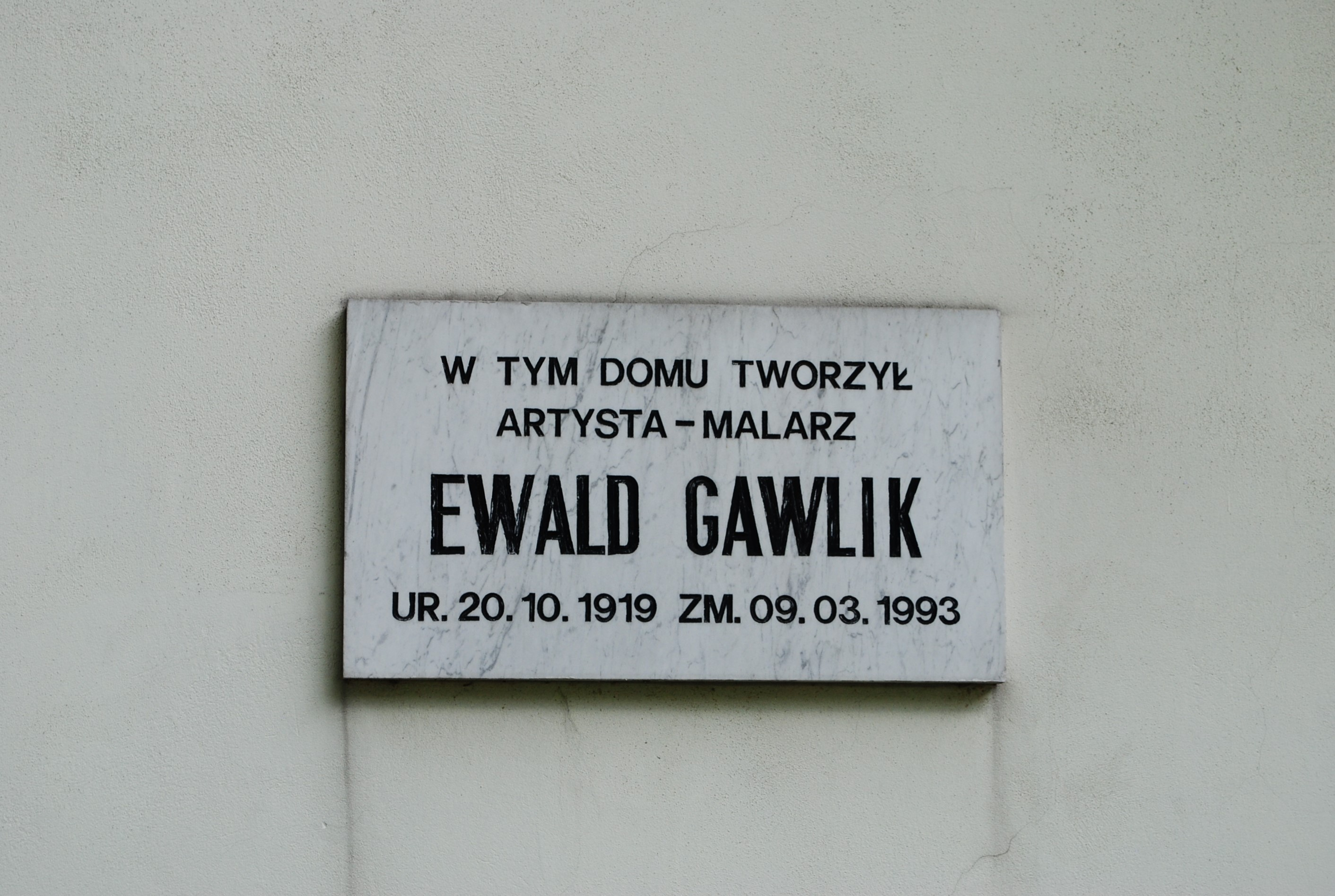
Tablica upamiętniająca Ewalda Gawlika